# 渡邉卓哉
渡邉 卓哉（わたなべ たくや、1978年〈昭和53年〉10月16日 - ）は、フジテレビの元アナウンサー。2008年からFCI勤務。

## 来歴・人物
群馬県前橋市出身。群馬県立前橋高等学校、慶應義塾大学経済学部卒業。2002年にアナウンサーとして入社。主にスポーツ実況を担当。
2006年から人事部へ異動、採用や階層別研修を担当した。2008年にフジテレビのアメリカ・ニューヨーク支局に赴任し、勤務しながらフォーダム大学MBAを取得し、経営企画を担当。2014年からアメリカでの事業開発を手掛ける。 『無駄に生きるな熱く死ね』がモットー｡

## 過去の出演番組
- サッカー中継
- ゴルフ中継
- F1グランプリ
- 晴れたらいいねッ!
- F2
- F2-X
- めざまし新聞for BIZ
- めざビズ
- トリビアの泉～素晴らしきムダ知識～トリビアの種実況担当
- FNNレインボー発
- BSフジNEWS

## 同期入社
- 中野美奈子 (現在:フリー)
- 中村仁美（さまぁ〜ず・大竹一樹夫人）